# 百錬抄
『百錬抄』（ひゃくれんしょう）は、公家の日記などの諸記録を抜粋・編集した歴史書。鎌倉時代後期の13世紀末頃に成立したとみられる。編著者は不詳。百練抄とも書く。書名は唐の詩人白居易の「百練鏡」に由来すると考えられ、当初は「練」の字が用いられていたが、江戸時代以後に「錬」の字が用いられるようになった。

## 概要
17巻よりなるが完本ではなく、巻一から巻三までが欠失している。安和元年（968年）から正元元年12月（1260年1月）までは編年体のスタイルを採用した漢文によって記されている。著者は不詳だが、勧修寺流吉田経房の『吉記』をはじめ同流の出身者の日記が多く引用されていることから、勧修寺流関係者説が有力と考えられている。いずれにせよ、朝廷との関係が深い人物であることはほぼ間違いなく、約3世紀の京事情を知るには好適な文献資料となっている。
時間的には後深草天皇が譲位する天元元年12月で完結するが、その後深草は本文中で「新院」と呼ばれていることから、原本が完成したのは次の亀山天皇の在位中だったことが分かる。その後、修正が加えられて遅くても金沢文庫本が作成される前には完成していたと推定されている。
巻三までの内容は不明、巻四の冷泉院から巻七途中の近衛院までは信西の『本朝世紀』の抄出だが、同書自体に散逸が多いため貴重である。その後は同じく巻七途中の二条院の部分までは現存しない平親範の日記が用いられていたと考えられ、以後は吉田経房とその子孫の資経や経俊らの日記から引用されたとみられている。巻八の高倉院から巻十五後嵯峨院までは九条廃帝を除いて1代1巻で構成され、最後の2巻を後深草院にあてている。
京都中心の記録で、武家方の『吾妻鏡』とは好対照をなしている。今日伝わるものとしては、江戸時代の国学者塙保己一が紅葉山文庫本や学問所古本などを底本として、それに校訂を加えて享和2年（1803年）に出版した刊本がある。写本としては、嘉元2年（1304年）に北条貞顕（金沢貞顕）が吉田定房の本を校訂した金沢文庫本系のものが今に伝えられている。

## 災害の記録
- 1185年（文治元年） - 近畿地方を襲った文治地震により宮城の瓦垣、京都市中の民家がことごとく破損、倒壊した様子が記録されている[3]。